# Goizeder Victoria Azúa Barríos
Goizeder Azúa là Hoa hậu Quốc tế 2003 đến từ Venezuela.

## Xuất thân
Goizeder Azúa có tên gọi đầy đủ là Goizeder Victoria Azúa Barríos, sinh ngày 23 tháng 2 năm 1984 tại San Felipe, bang Yaracuy, Venezuela. Gốc gác là người Basque nên tên và họ của cô đều dài hơn so với người bình thường.

## Các cuộc thi sắc đẹp

### Hoa hậu Venezuela 2002
Goizeder Azúa bắt đầu sự nghiệp trong đấu trường nhan sắc từ danh hiệu hoa hậu bang Caraboro 2002, vượt qua cả người đẹp rất được yêu thích trong lần đó là Vanessa Fanesi.

Nhờ danh hiệu trên, cô giành quyền đại diên bang Caraboro tại cuộc thi hoa hậu Venezuela 2002. Goizeder Azúa tiếp tục gây bất ngờ bằng việc đăng quang ngôi vị hoa hậu thế giới Venezuela. Cô cũng được trao danh hiệu hoa hậu ảnh trong cuộc thi này.

### Hoa hậu thế giới 2002
Tháng 12 năm 2002, Goizeder Azúa đại diện Venezuela tại cuộc thi hoa hậu thế giới. Bất chấp sự bỏ cuộc của nhiều thí sinh đến từ các nước khác nhằm phản đối thái độ ứng xử với phụ nữ của nước chủ nhà Nigeria, người đứng đầu tổ chức hoa hậu Venezuela - ông Ómel Sousa từ chối yêu cầu được rút lui của cô. Cuối cùng, cô lọt vào top 10 người đẹp nhất cuộc thi.

### Miss Mesoamérica 2002
Cuối năm 2002, cô được cử tham dự cuộc thi Miss Mesoamérica và dễ dàng giành được ngôi vị hoa hậu.

### Hoa hậu quốc tế 2003
Sang năm 2003, Goizeder Azúa tiếp tục được tín nhiệm bầu là Hoa hậu quốc tế Venezuela 2003 và đại diện nước nhà tham gia cuộc thi hoa hậu quốc tế 2003 được tổ chức tại Trung Quốc và Nhật Bản. Cô một lần nữa làm rạng danh Venezuela bằng việc đăng quang ngôi vị hoa hậu quốc tế 2003. Danh hiệu này cũng giúp Goizender Azúa trở thành hoa hậu Venezuela thành công nhất trên đấu trường quốc tế 5 năm trở lại đây.

Đây cũng là lần thứ 4 Venezuela chiến thắng tại cuộc thi này, một kỉ lục chỉ được san bằng vào năm 2005 bởi Philippines. Tuy nhiên, Venezuela lại có thêm 1 hoa hậu quốc tế nữa 1 năm sau đó 2006, giữ vững vị trí quốc gia thành công nhất tại cuộc thi nói trên.

## Cuộc sống sau vương miện
Dù được đánh giá là có những chiến thắng bất ngờ trong các cuộc thi sắc đẹp trong nước nhưng Goizender Azúa có một sự nghiệp khá nổi bật ở ngành thời trang. Cô hiện nay là một trong những siêu mẫu hàng đầu tại Venezuela, nổi tiếng không chỉ vì vẻ đẹp bên ngày mà còn bởi tính cách thân thiện và khả năng trình diễn hấp dẫn.

Ngoài ra, Goizender Azúa còn tham gia làm việc cho Globovision - một hãng truyền hình ở Venezuela và một số đài radio khác với tư cách là phóng viên đưa tin lẫn người dẫn chương trình.